# General Caballero JLM
Der Club General Caballero de Juan León Mallorquín, kurz General Caballero JLM, ist ein paraguayischer Fußballverein aus Doctor Juan León Mallorquín im Departamento Alto Paraná.

## Geschichte
Im Juni 1962 wurde der Verein Club General Caballero von Einwohnern der Stadt Doctor Juan León Mallorquín gegründet und gehörte zu den Gründungsmitgliedern der lokalen Liga Ka'arendy de Fútbol. Mit zwölf Titeln gehört der Verein zu den häufigsten Titelgewinnern. Erst seit 2003 spielt der Verein aus dem Osten des Landes auf nationaler Ebene und erreichte 2018 den Aufstieg in die División Intermedia, der zweiten Liga. Als Sieger der Primera B Nacional musste sich General Caballero noch im Aufstiegsduell gegen den Sieger der Primera B Metropolitana, Tacuary FC durchsetzen. 2021 gelang dem Klub, der auch Rojo de Mallorquín genannt wird, der Aufstieg als Meister der División Intermedia in die Primera División, der gleichzeitig einen Startplatz in der Copa Sudamericana 2022 bedeutete. Dort schied der Club General Caballero in der Gruppenphase als Dritter aus. Auch für die Copa Sudamericana 2023 qualifizierte sich der Verein aus dem Departamento Alto Paraná wieder, scheiterte aber in der ersten Runde an Tacuary nach Elfmeterschießen.

## Erfolge
- Zweitligameister: 2021
- Drittligameister: 2018